# Tadeusz Godycki-Ćwirko

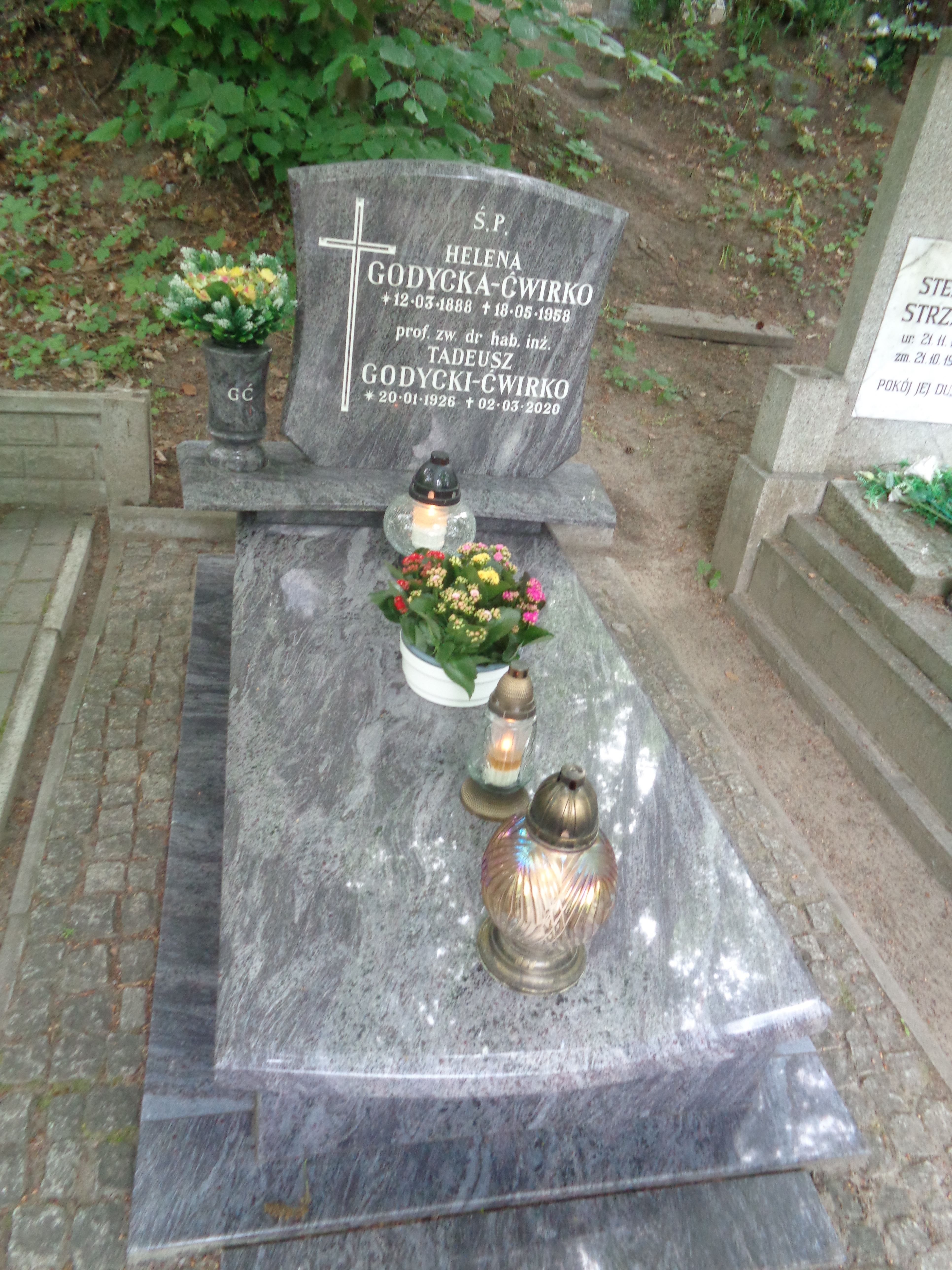
Grób Tadeusza Godyckiego-Ćwirko na Cmentarzu Srebrzysko w Gdańsku

Tadeusz Godycki-Ćwirko (ur. 20 stycznia 1926 w Kaczanowcach, zm. 2 marca 2020) – polski inżynier, prof. zw. dr hab. inż. Doktor honoris causa Politechniki Łódzkiej i honorowy profesor Politechniki Krakowskiej.

## Życiorys
W 1954 ukończył studia na Wydziale Budownictwa Lądowego Politechniki Gdańskiej, od 1952 pracował tam jako asystent. W 1962 obronił pracę doktorską, od 1963 był pracownikiem naukowym Politechniki Łódzkiej. W 1966 uzyskał stopień doktora habilitowanego. W 1972 nadano mu tytuł profesora w zakresie nauk technicznych. W latach 1973–1975 dziekan Wydziału Budownictwa i Architektury. W 1986 powrócił do Gdańska, pracował w Katedrze Konstrukcji Betonowych i Technologii Betonu na Wydziale Inżynierii Lądowej i Środowiska Politechniki Gdańskiej oraz w Katedrze Konstrukcji Budowlanych na Wydziale Budownictwa i Inżynierii Środowiska Uniwersytetu Technologicznego i Przyrodniczego im. Jana i Jędrzeja Śniadeckich w Bydgoszczy. 
Był członkiem Komitetu Inżynierii Lądowej i Wodnej Polskiej Akademii Nauk, a także członkiem Honorowym Polskiego Związku Inżynierów i Techników Budownictwa.
Pochowany na gdańskim Cmentarzu Srebrzysko (rejon IV, taras III-1-80).

## Odznaczenia i wyróżnienia
- Medal im. prof. Stefana Kaufmana (1996)[6]
- Medale PZITB im. prof. Romana Ciesielskiego[1]
- Krzyż Kawalerski Orderu Odrodzenia Polski[1]
- Krzyż Oficerski Orderu Odrodzenia Polski[1]
- Odznaki i nagrody licznych gremiów naukowych, zawodowych i społecznych[1]
- Krzyż Komandorski Orderu Odrodzenia Polski (2002)[7]
- Medal Komisji Edukacji Narodowej,
- Medal Prezydenta Miasta Gdańska
- Złoty Medal za Zasługi dla Politechniki Gdańskiej.